# Sune Hjorth
Sune Emil Hjorth (ngày 26 tháng 4 năm 1923 tại Đan Mạch – ngày 11 tháng 12 năm 2013 tại Sundsvall) là một tác giả, dịch giả, nhà biện luận và nhà UFO học người Thụy Điển. Hjorth được công chúng biết đến với tư cách là khách mời thường xuyên trong các chương trình talk show của Robert Aschberg trên kênh TV3 vào đầu những năm 1990, và là người tham gia chương trình truyền hình 100 höjdare trên kênh Kanal 5. Hjorth còn tự mô tả mình là một người theo chủ nghĩa xã hội tự do.

## Sự nghiệp
Sune Hjorth là giáo viên dạy ngoại ngữ ở trường trung học tại Sundsvall, có xuất bản sách truyền giáo về UFO và người ngoài hành tinh viếng thăm. Ví dụ về giả thuyết của ông và nội dung của cuốn sách bao gồm các chuyến thăm xác thực được cho là đến những khu căn cứ của người ngoài hành tinh nằm trong đại dương, những chuyến du hành đến các hành tinh khác, lời cảnh báo từ người ngoài hành tinh về chiến tranh hạt nhân và suy thoái môi trường. Một ví dụ khác là người ngoài hành tinh sống trên tất cả các hành tinh trong hệ Mặt Trời đều thuộc nền văn minh bậc cao. Trong suốt nhiều năm liền, ông đã đi khắp Thụy Điển và trình bày về giả thuyết của mình, thường được những người tổ chức thuê và họ tỏ ý xem thường giả thuyết của ông, nhưng lại coi ông như một trò giải trí. Hjorth từng tuyên bố mình chính là hóa thân của nhà thơ lãng mạn nổi tiếng Percy Bysshe Shelley. Năm 2004, ông nghỉ hưu với tư cách là chuyên gia về UFO và nhà lý thuyết âm mưu.

## Tác phẩm
- Fantastiska resor med UFO: besök hos utomjordiska civilisationer (1989)
- Den dolda sanningen om UFO (1991)
- Mästarens lära och liv (1994; Judas Iskariot là tác giả, Sune Hjorth là người dịch)
- Rymdmänniskor på jorden! (1996) Foinix Förlag